# Ирландская республиканская социалистическая партия
Ирландская республиканская социалистическая партия (англ. Irish Republican Socialist Party или IRSP, ирл. Pairtí Poblachtach Sóisalach na h-Éireann) — социалистическая политическая партия, действующая в Ирландии, Северной Ирландии, а также в ирландской диаспоре Северной Америки.

## История
В 1970 году Шинн Фейн, основная политическая сила, выступавшая за объединение Ирландии в рамках единой социалистической республики, раскололась. Будущий актив Ирландской республиканской социалистической партии тогда вошёл в состав марксистско-ленинского крыла, выступавшего за приоритет политической борьбы над вооружённой, — «Официальной Шинн Фейн», с 1982 года носящей название Рабочая партия Ирландии. Однако и в «Официальной Шинн Фейн» вскоре назрел раскол.
Ирландская республиканская социалистическая партия была основана 8 декабря 1974 года бывшими членами Официального республиканского движения, независимыми социалистами и членами профсоюзов. В тот же день также было основано боевое крыло партии — Ирландская национальная освободительная армия. Название партии отсылает к созданной в конце XIX века революционером-марксистом Джеймсом Конноли Ирландской социалистической республиканской партии.

## Политическая позиция

### Европейский союз
ЕРСП считает, что Европейский союз вредит делу построения социализма.

### НАТО и Россия
Партия занимает анти-НАТОвскую позицию.
После начала Российско-Украинской войны партия назвала режим в Украине "неонацистским" и "марионеточным", выразив поддержку России.

### Широкий фронт
ИРСП поддерживает создание так называемого «Широкого фронта», который объединит все ирландские «антиимпериалистические силы» для создания объединённой Ирландии.
- Соединенное Королевство должно официально отказаться от всех притязаний на суверенитет в Ирландии
- Все британские войска в Северной Ирландии должны быть выведены, все заключённые-республиканцы и социалисты должны быть освобождены, республиканцам должна быть предоставлена всеобщая амнистия за преступления, совершённые ими во время Смуты, а «репрессивное законодательство» должно быть заменено биллем о правах
- Соединённое Королевство «также должно согласиться возместить ирландскому народу ущерб, нанесённый в результате эксплуатации»

### Жильё
Партия считает, что право на жильё является основополагающим правом человека и что государство обязано решать проблему бездомности.

### Аборты
Политика партии в отношении абортов заключается в том, что они должны быть легализованы, доступны по требованию и бесплатно.